# Feira Franca de Pontevedra
La Feira Franca (la Foire Franche) est une fête médiévale qui se tient à Pontevedra (Espagne) le vendredi après-midi et le samedi du premier week-end de septembre. Elle a pour cadre le Moyen Âge et comprend pour la reconstitution historique un marché médiéval, un tournoi de chevalerie, des spectacles de fauconnerie, des stands de nourriture, des animations de rue, de la jonglerie, de la musique, des ateliers, de l'artisanat du cuir, du bois, du textile et des produits naturels, et plus encore.
En 2013, elle a été déclarée fête d'intérêt touristique par la Xunta de Galice.
Aujourd'hui, elle rassemble quelque 100 000 personnes qui se déguisent en costumes d'époque pour participer aux festivités,.

## Localisation
La Feira Franca de Pontevedra se tient dans le centre historique de la ville, dans l'Alameda de Pontevedra, la Gran Vía de Montero Ríos, le Parc des Palmiers et l'Avenue Reine Victoire, les arènes de Pontevedra et dans les environs du pont du Bourg et du fleuve Lérez,,.

## Histoire
La Feira Franca trouve son origine dans le marché libre d'impôts, qui a commencé à avoir lieu dans la ville par un privilège royal établi par le roi Henri IV en 1467, avec la célébration d'une fête d'un mois autour du 24 août en l'honneur de Saint Barthélémy. Dans les foires médiévales, les classes sociales les plus hautes et les plus basses se réunissaient autour d'un marché.
La première édition a eu lieu en 2000 et a depuis attiré un grand nombre de visiteurs. Les gens portent des costumes d'inspiration médiévale et le centre historique de la ville subit une transformation esthétique majeure. Les habitants de la ville et les visiteurs sont encouragés à participer aux festivités avec des charrettes et des chevaux dans les rues, des prisonniers condamnés à la potence ou  avec des forgerons et d'autres personnages du Moyen Âge.
Depuis plusieurs années, chaque foire est consacrée à un thème. En 2006, elle a été dédiée aux Irmandiños, en 2007 à la mer et en 2008 à l'agriculture. Dans la dixième édition en 2009 la Foire a reçu le nom d'Amour, moquerie et malédiction, en hommage aux chansons médiévales faites en langue galicienne. En 2010 le thème a été les marcheurs, en 2011 le commerce d'antan et en 2012 les jeux populaires. En 2013, elle se consacre aux inventions, en 2014 à l'astronomie, en 2015 à l'alchimie, en 2016 à la musique, en 2017 aux bestiaires médiévaux et aux légendes en 2018. En 2019, la Feira Franca était axée sur le fleuve Lérez. En 2022, le thème central était également le fleuve Lérez et en 2023, elle était consacrée aux chiffres.

## Description

### Personnages
Les Pontevedriens et les visiteurs se réunissent pendant la fête pour recréer les personnages représentatifs de la société de Pontevedra en 1467 et l'atmosphère de cette période médiévale. Les différentes classes sociales sont représentées, telles que les dames et les chevaliers, le clergé, les évêques et les paysans, ainsi que les différents métiers typiques à travers les artisans, les ménestrels, les troubadours, les musiciens, les artistes, les marchands, les tisseurs de filets de pêche, les tisserands de lin, les potiers, les tonneliers, les vanniers, les forgerons, les menuisiers et les dentellières.

### Animations
Les différentes activités historiques et de loisirs recréent et évoquent l'atmosphère médiévale de la ville dans la seconde moitié du XVe siècle, à l'époque où elle était la ville la plus importante de Galice.
Le festival s'ouvre par un discours, le vendredi après-midi, des crieurs à cheval qui parcourent le centre historique de la ville, suivi de défilés de bouffons, de jongleurs et de troubadours. Une animation clé est la représentation du transport du vin, qui évoque l'arrivée dans la ville du vin de la région de O Ribeiro, dans la province d'Ourense, qui était exporté en Espagne et à l'étranger à partir du port médiéval de la ville.
Les autres activités comprennent des tournois médiévaux et des joutes dans les arènes, des démonstrations de fauconnerie, de tir à l'arc et d'escrime, des spectacles de musique et de danse traditionnelles, des démonstrations d'artisanat d'époque, des jeux et des spectacles, des dégustations de plats médiévaux dans des stands de rue, des repas en groupe dans la rue autour de grandes tables installées à cet effet dans différents endroits de la vieille ville et de l'Alameda de Pontevedra et l'exposition d'embarcations traditionnelles entre le pont du Bourg et le pont des Courants.

### Ambiance
Les rues et les places sont mises en scène et décorées avec des bannières, des fanions et des blasons suspendus aux façades, des bandes de tissu drapées au-dessus des rues, des bottes de paille et d'autres accessoires, ainsi qu'un château médiéval. Certaines des portes de l'ancienne muraille médiévale, comme la porte Alhóndiga ou Santo Domingo, la porte Santa Clara ou Rocheforte et la porte Trabancas, sont également reconstituées en papier mâché.

## Galerie d'images

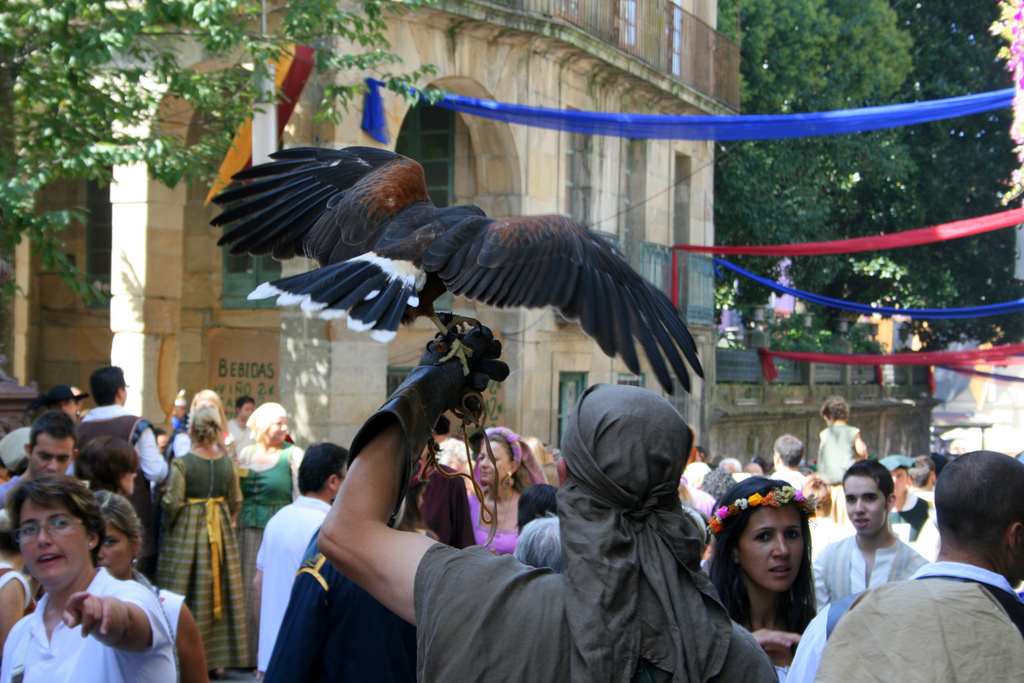
Démonstration de fauconnerie en 2010
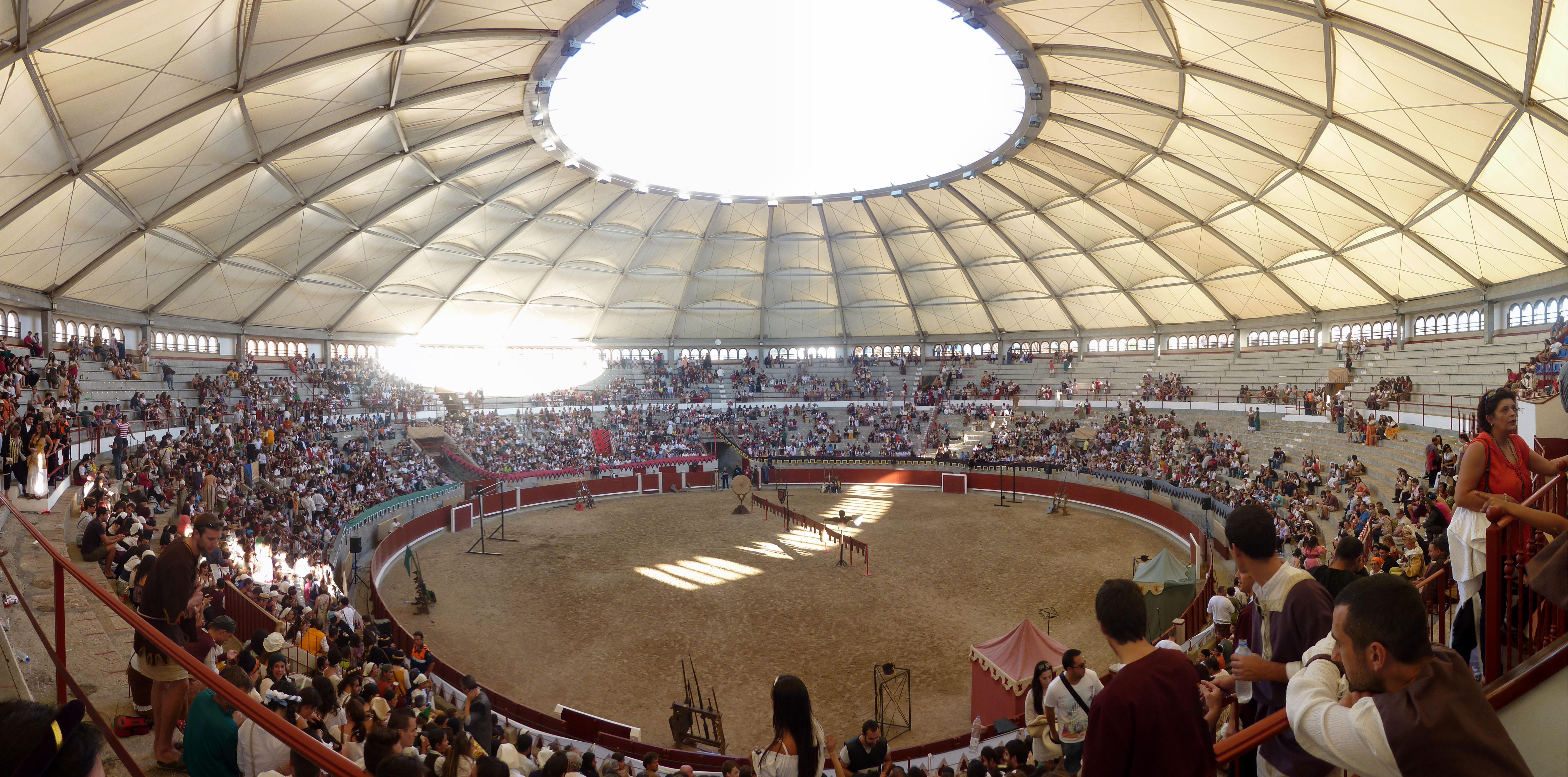
Joute équestre dans les arènes
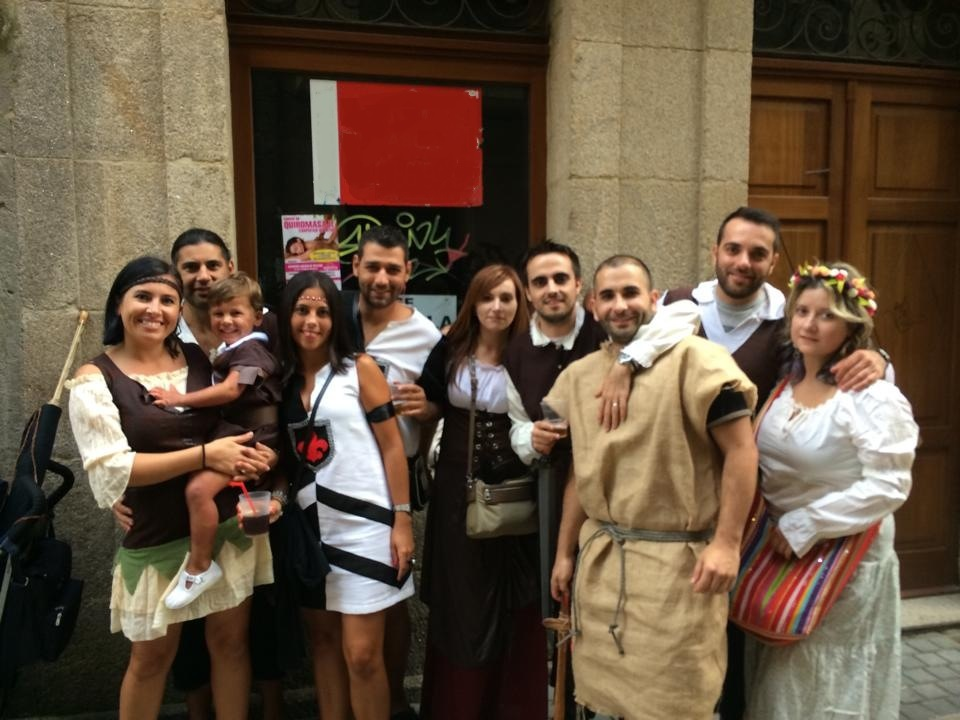
Groupe de visiteurs vêtus de vêtements médiévaux
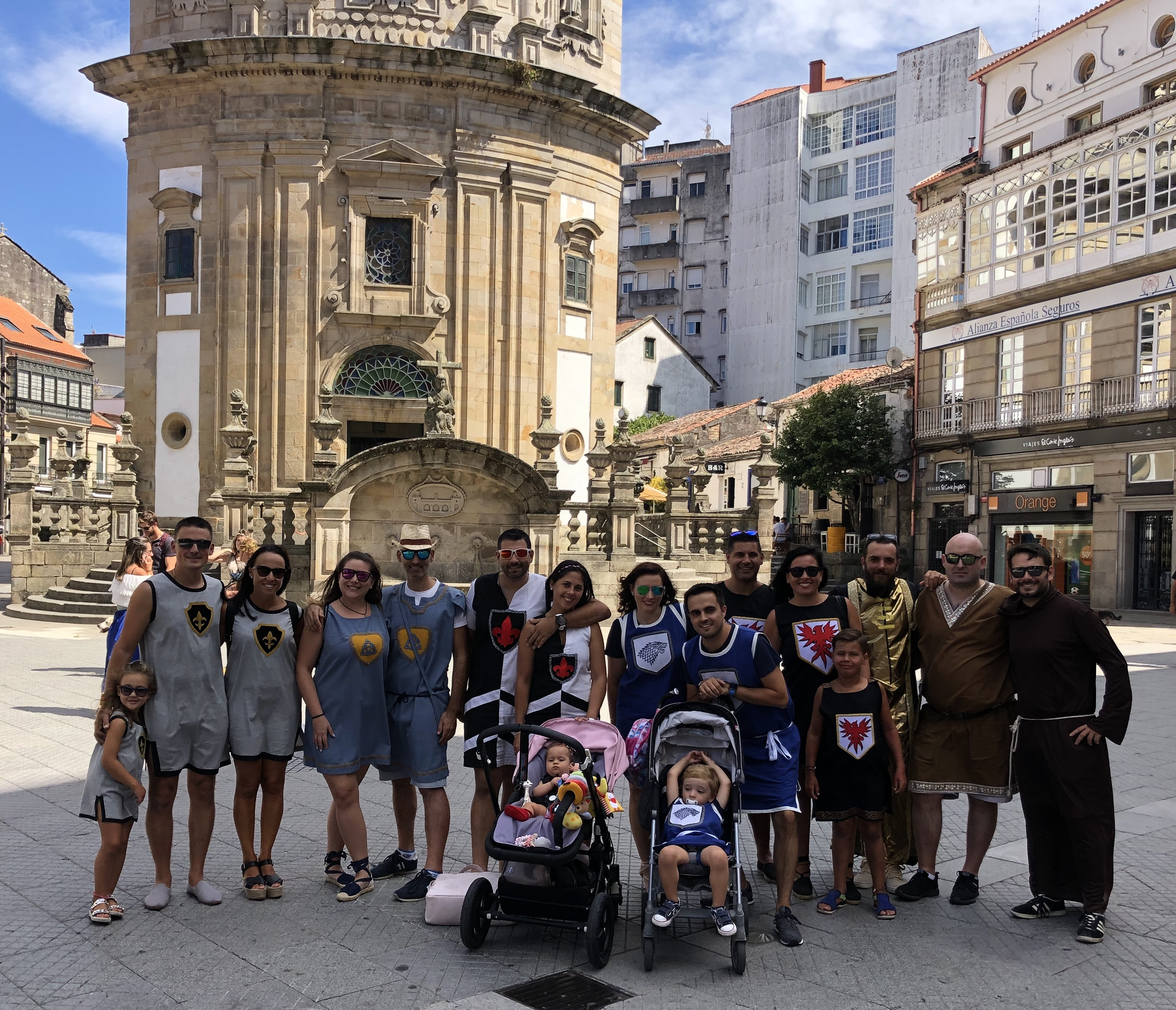
Groupe d'amis à la Feira Franca 2019
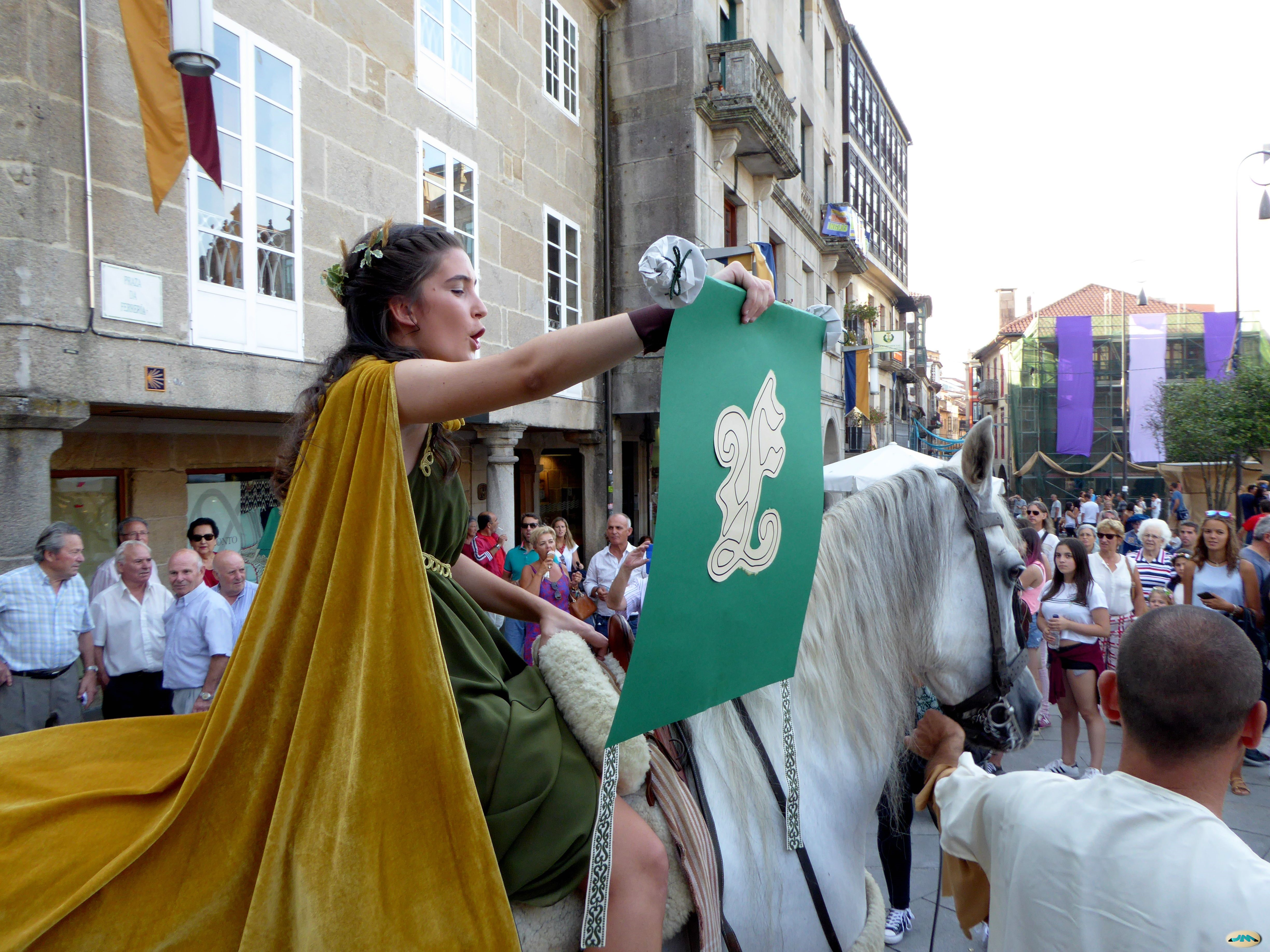
Discours
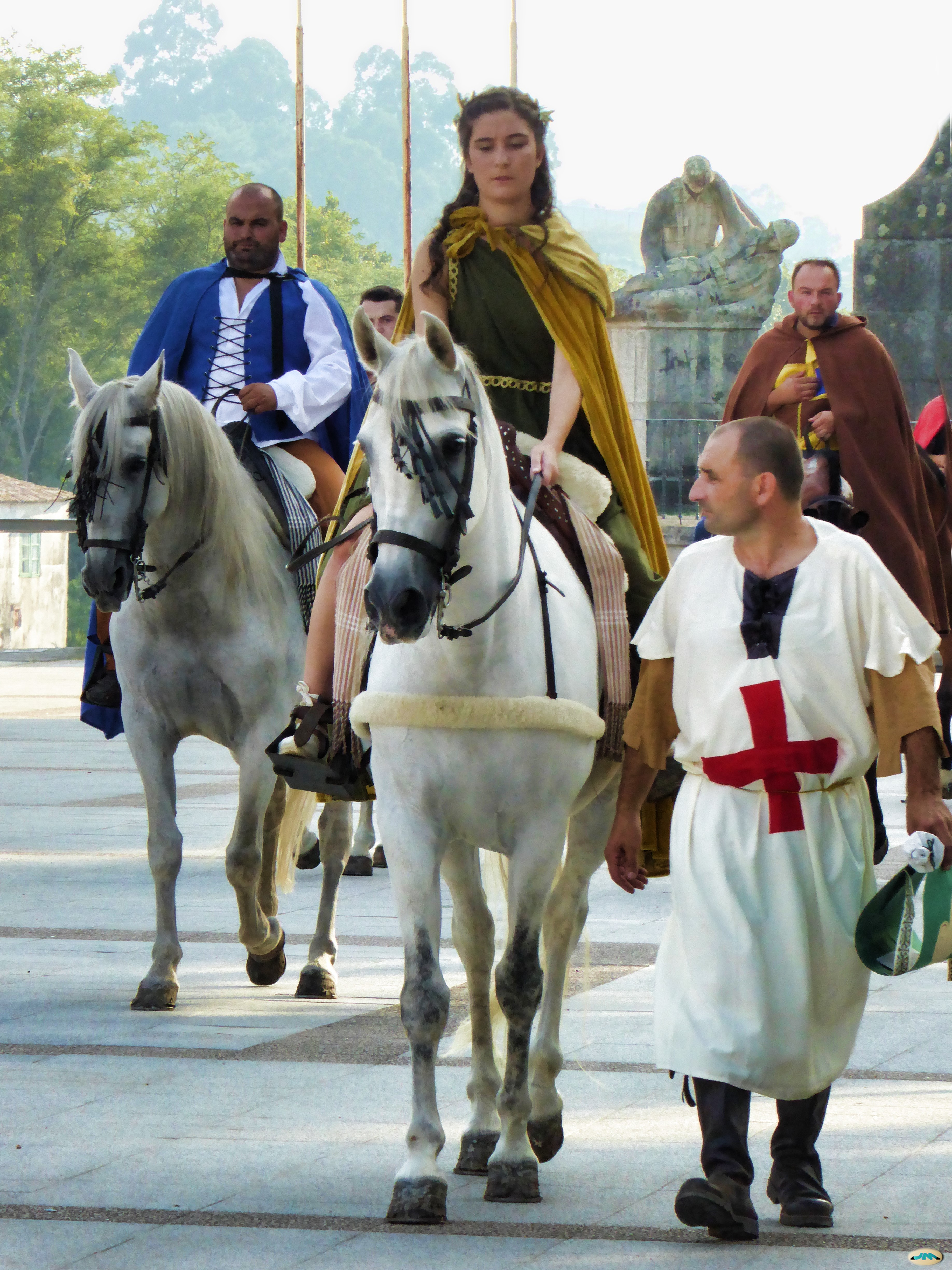
Dames et cavaliers
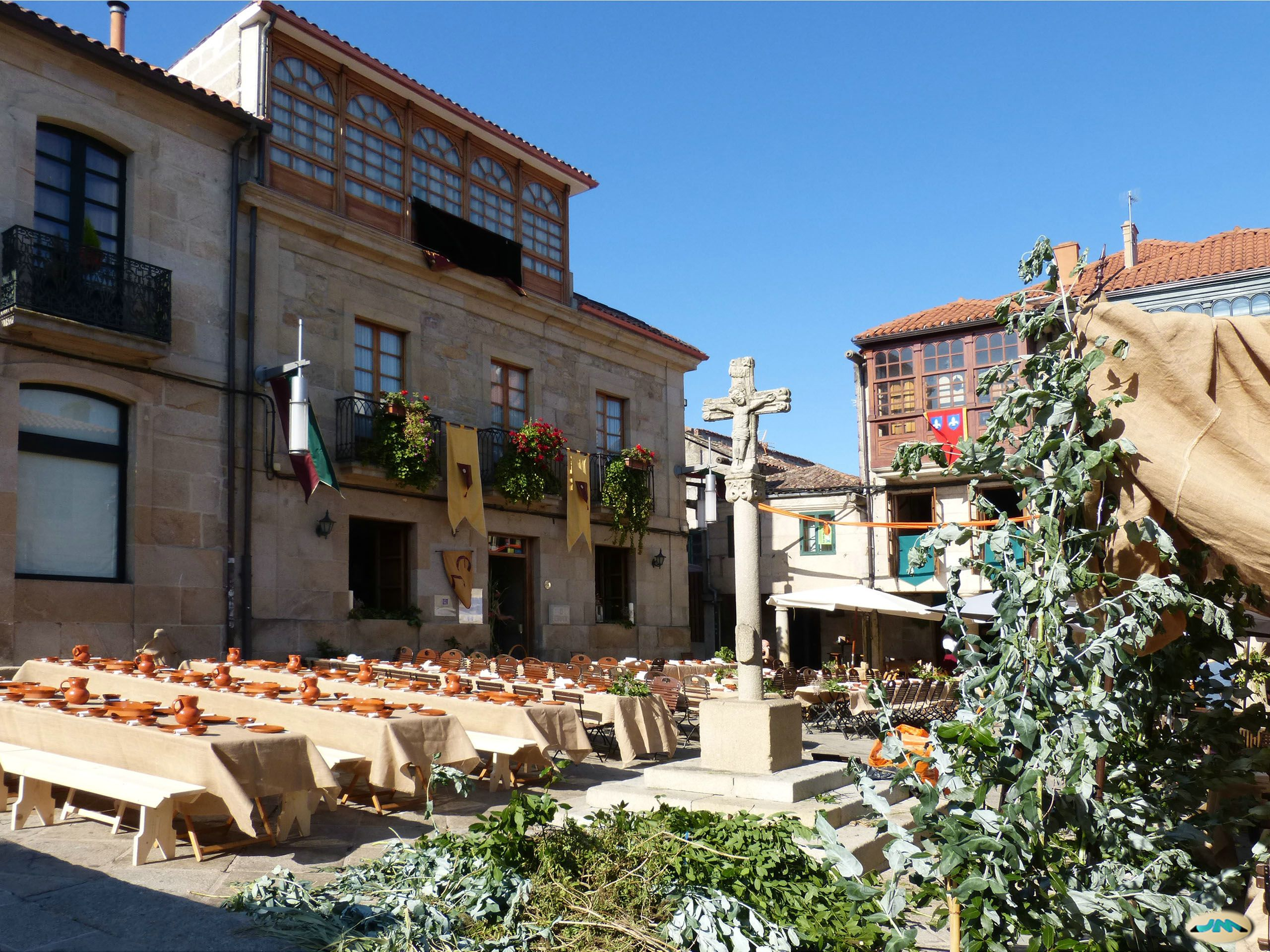
Tables à manger
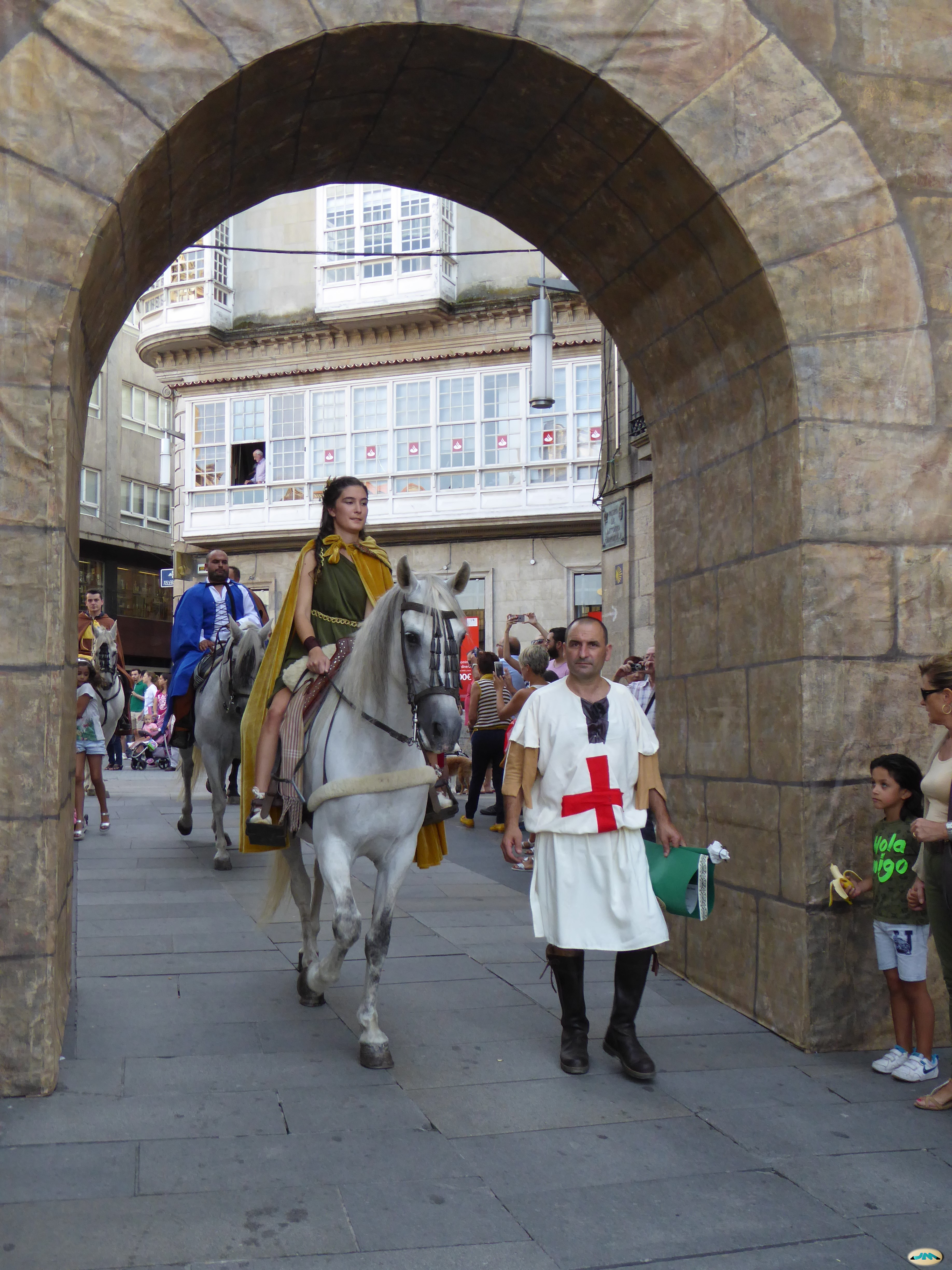
Porte Trabancas des remparts de Pontevedra
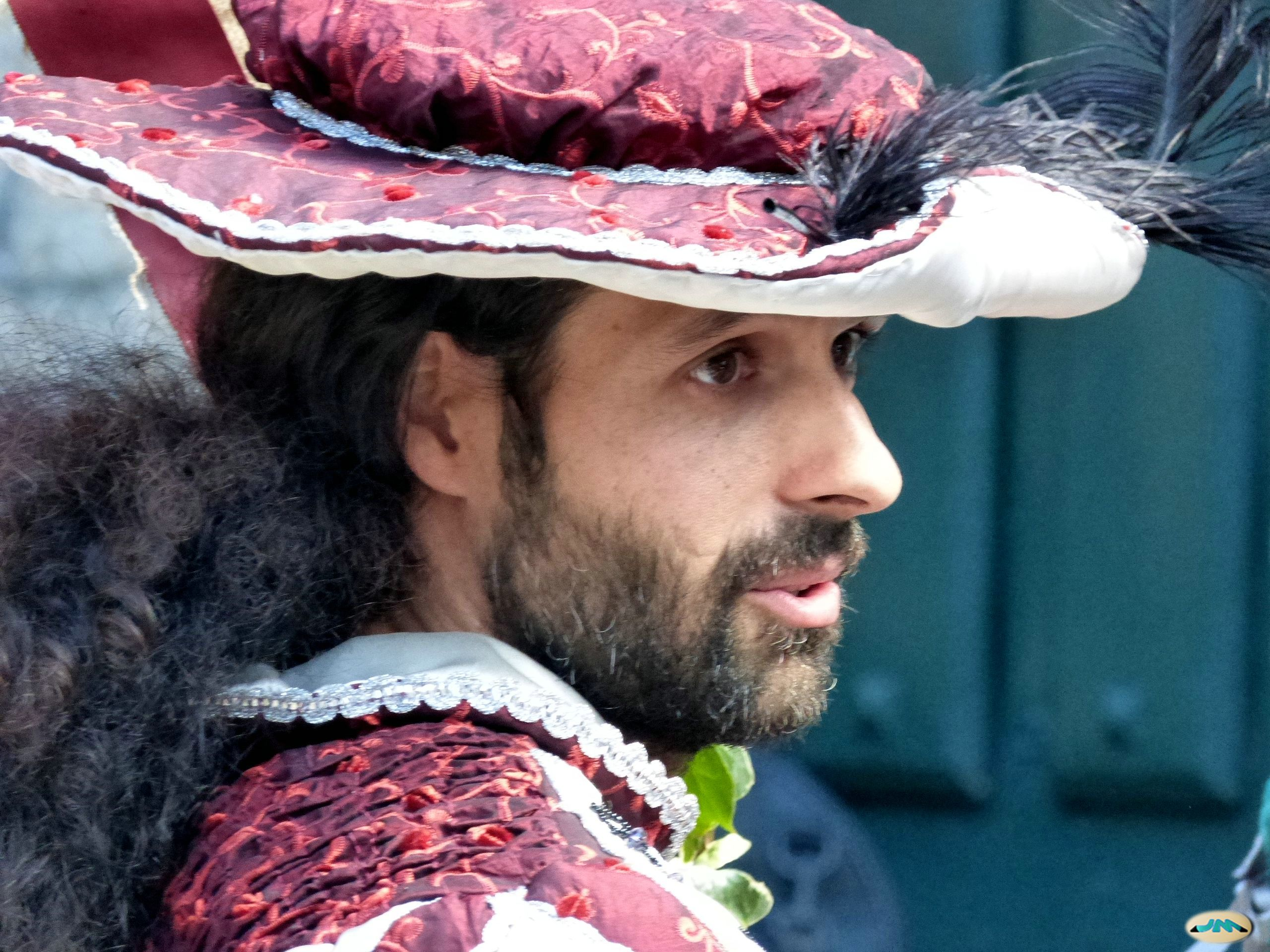
Courtisan
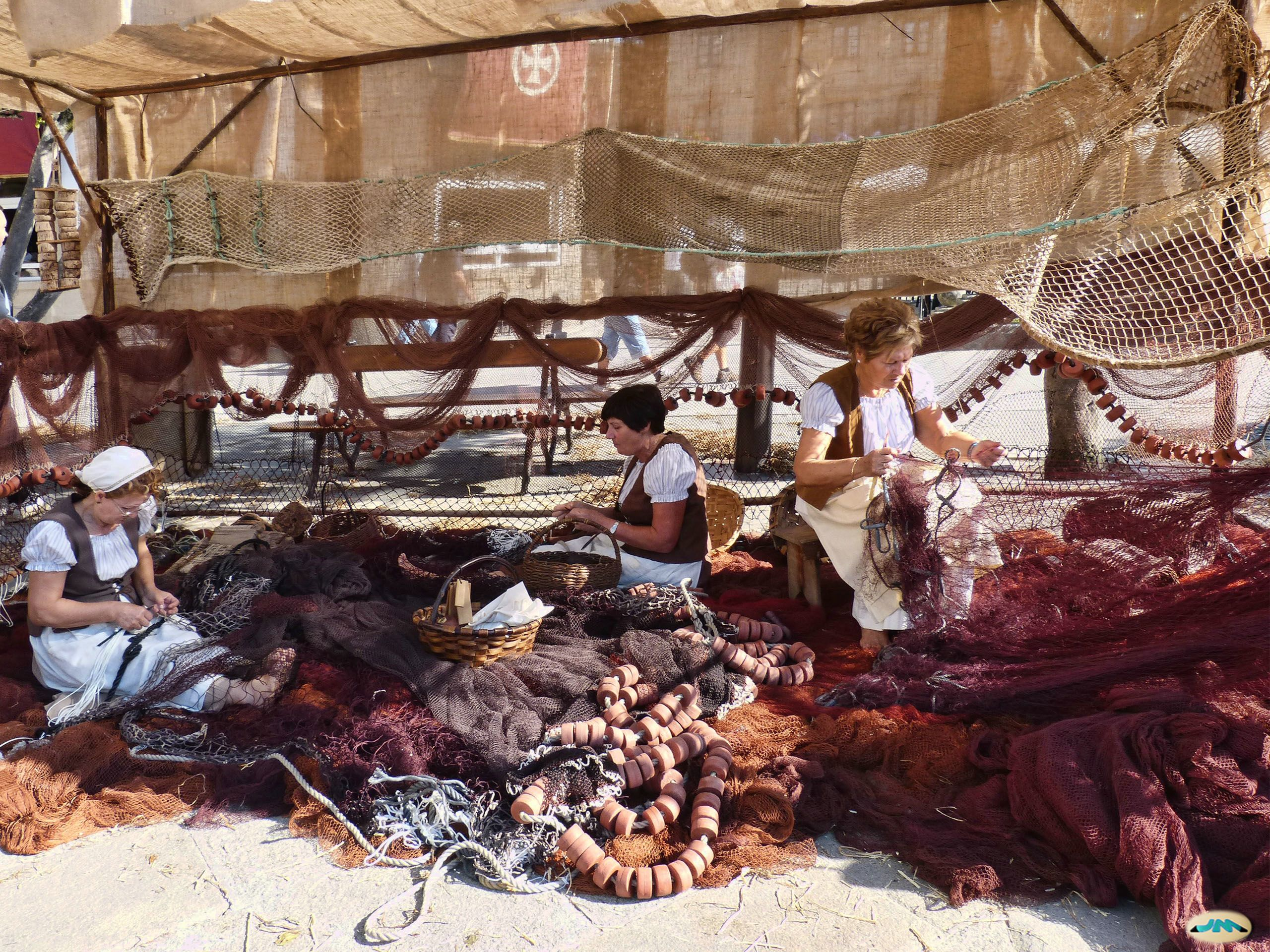
Tisseuses de filets de pêche
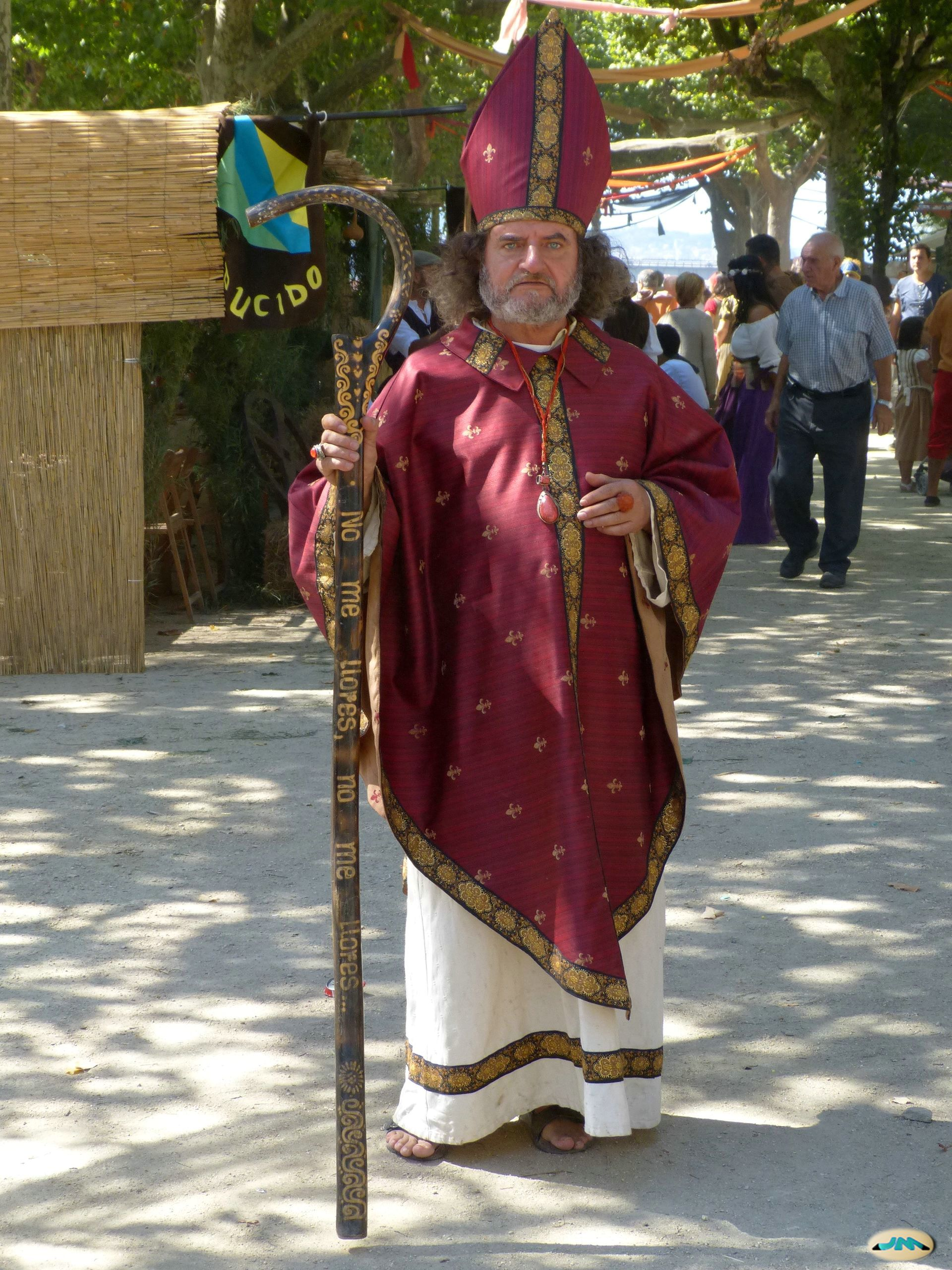
Évêque
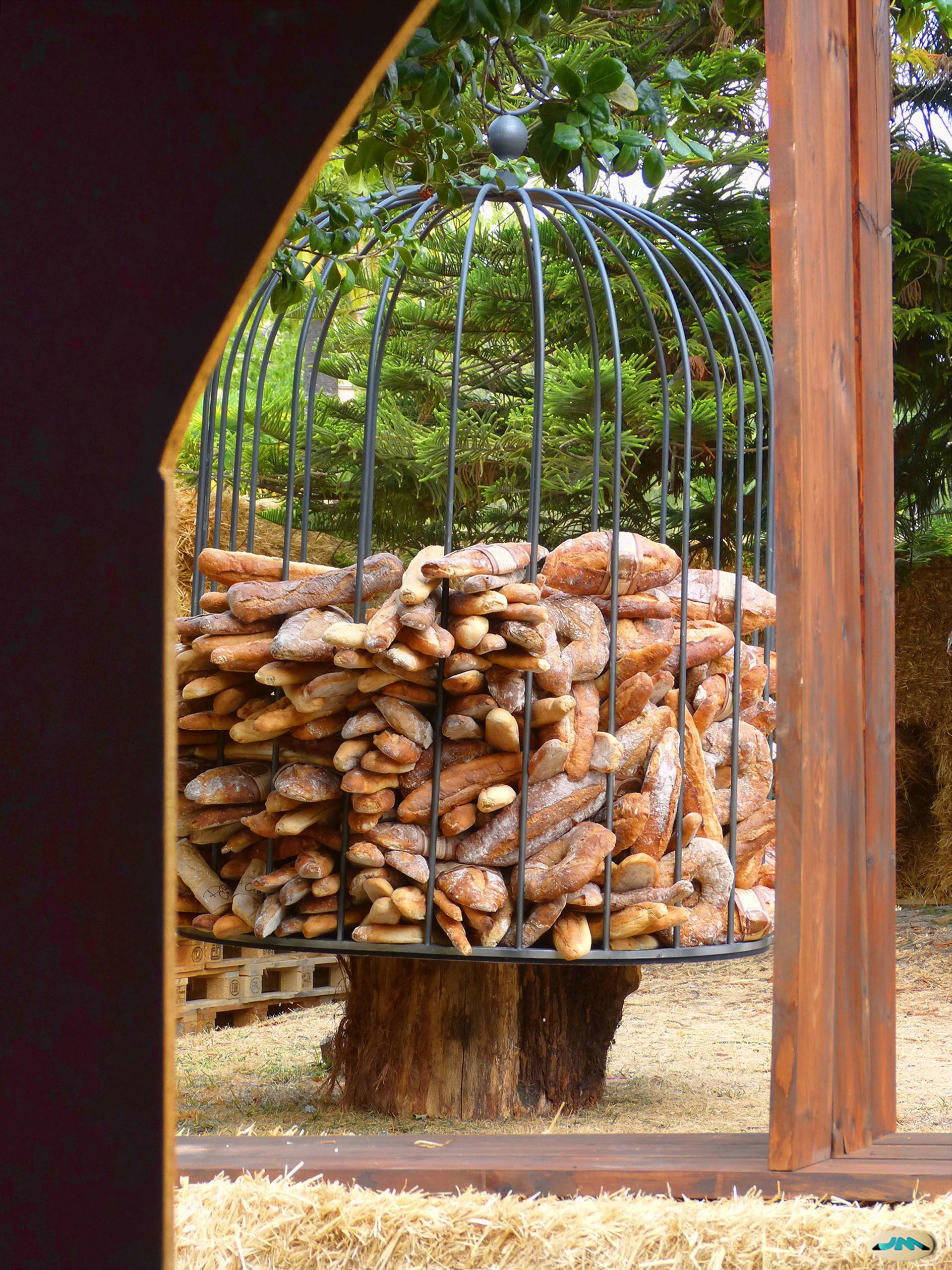
Pains dans une cage
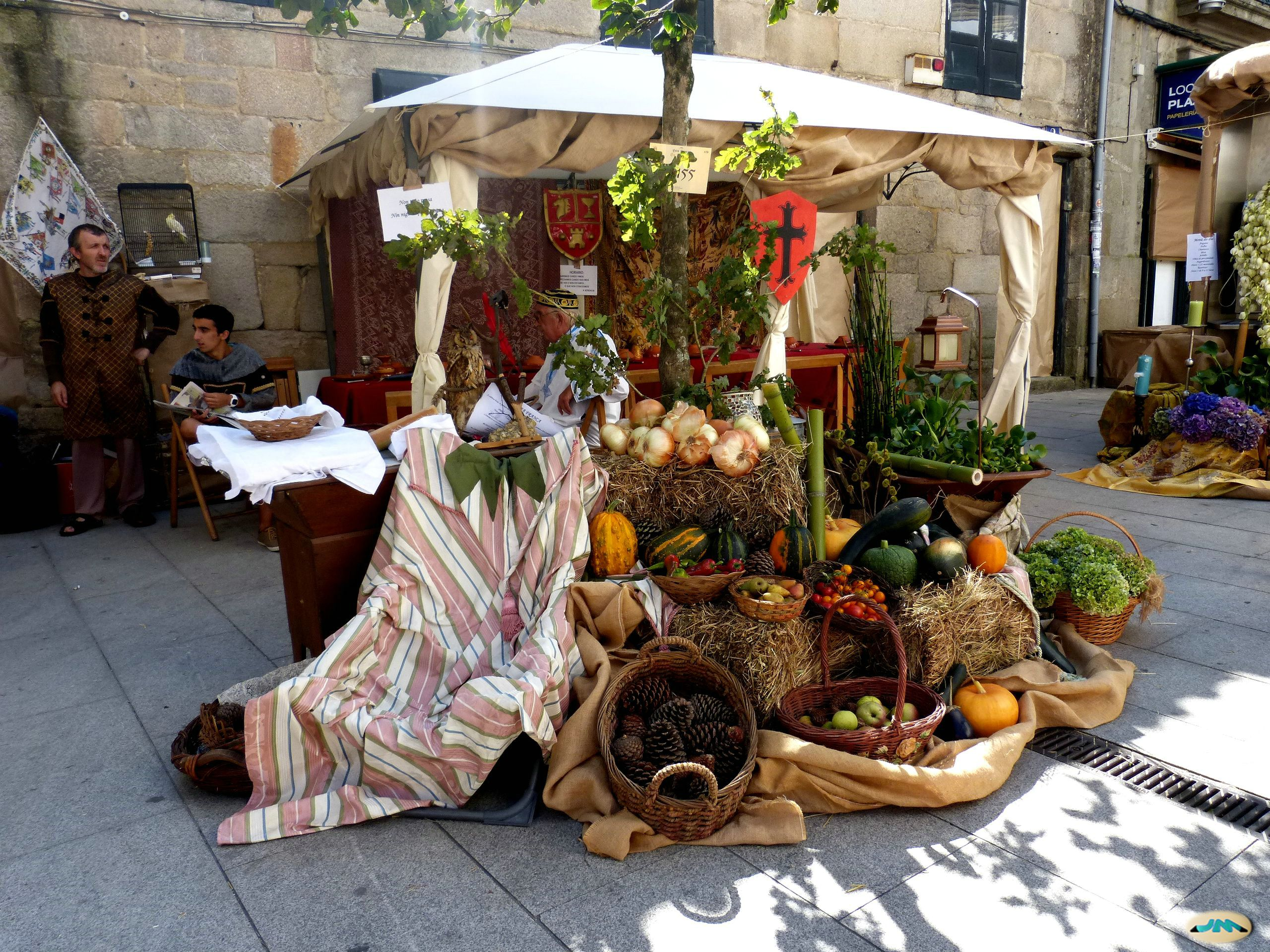
Stand de légumes
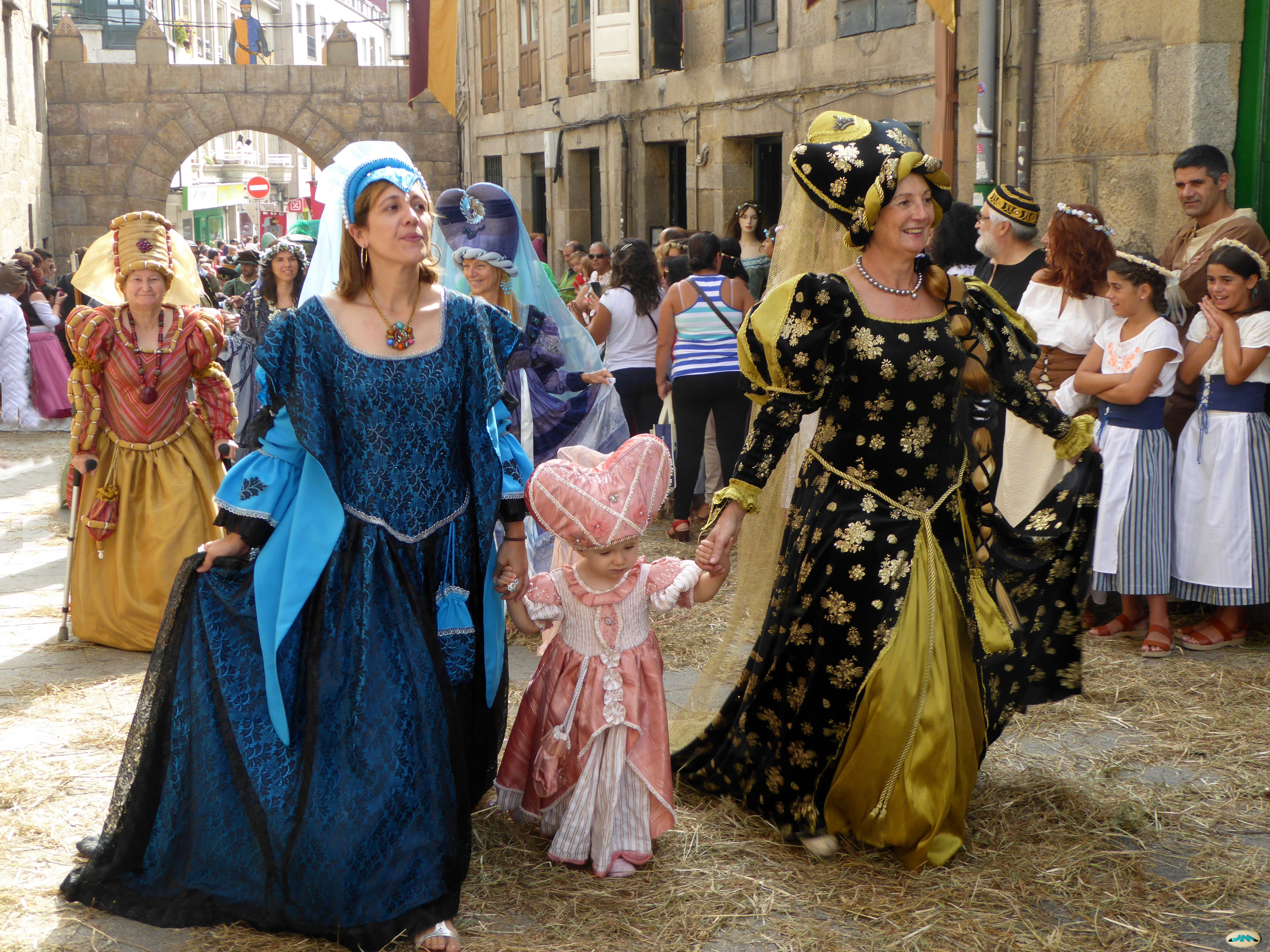
Nobles
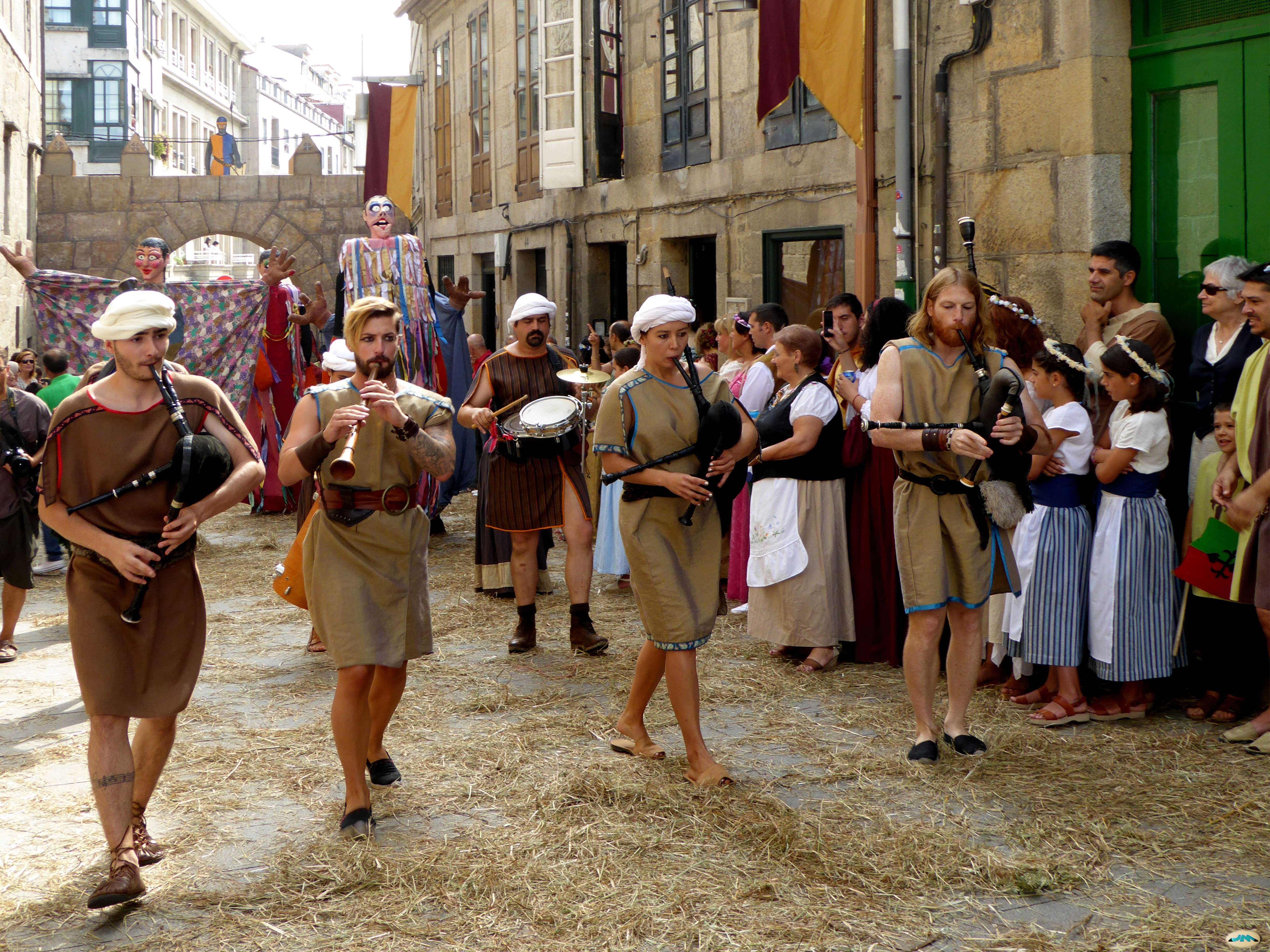
Troubadours